# Euzosteria subreflexa
Euzosteria subreflexa är en kackerlacksart som först beskrevs av Johann Gottlieb Otto Tepper 1895.  Euzosteria subreflexa ingår i släktet Euzosteria och familjen storkackerlackor. Inga underarter finns listade i Catalogue of Life.